# Valbirse
Valbirse – gmina (niem. Einwohnergemeinde) w północno-zachodniej Szwajcarii, w kantonie Berno, w regionie administracyjnym Berner Jura, w okręgu Berner Jura. 31 grudnia 2022 roku liczyła 3918 mieszkańców. Powstała 1 stycznia 2015 z połączenia gmin Bévilard, Malleray oraz Pontenet.

## Demografia
Na dzień 31 grudnia 2020 obcokrajowcy stanowili 20,1% ogółu mieszkańców.

## Transport
Przez teren gminy przebiega autostrada A16 oraz drogi główne nr 6 i nr 30.